# Chavot-Courcourt
Chavot-Courcourt är en kommun i departementet Marne i regionen Grand Est (tidigare regionen Champagne-Ardenne) i nordöstra Frankrike. Kommunen ligger i kantonen Avize som tillhör arrondissementet Épernay. År 2022 hade Chavot-Courcourt 337 invånare.

## Befolkningsutveckling
Antalet invånare i kommunen Chavot-Courcourt
| Referens: INSEE |